# Igreja Católica de Rito Latino
A Igreja Católica Latina ou Igreja Católica Ocidental é a mais numerosa das 24 Igrejas particulares autónomas (sui iuris) da Igreja Católica. Ela conta com cerca de 98% dos fiéis católicos do mundo inteiro. Nesta Igreja é do Papa, o Bispo de Roma, a função que nas Igrejas Católicas Patriarcais pertence ao Patriarca.

## "Rito latino"
Algumas vezes se emprega a expressão "rito latino" para indicar a Igreja Latina. Neste contexto o termo "rito" não significa um rito litúrgico, senão essa Igreja que no seu culto usa vários ritos litúrgicos latinos, entre os quais predomina o rito romano, mas que incluem também o rito ambrosiano, o rito bracarense, o rito moçárabe e o rito dos Cartuxos. Antigamente havia muitos outros ritos litúrgicos ocidentais ou latinos, que foram substituídos pelo rito romano sobretudo pelas reformas litúrgicas do Concílio de Trento.
Depois do Concílio Vaticano II usa-se raramente o termo "rito" para indicar uma Igreja sui iuris. Em vez da palavra "rito" neste sentido (não no sentido de "rito litúrgico") geralmente encontra-se no Código de Direito Canónico a expressão "Igreja ritual autónoma (sui iuris)" e no Código dos Cânones das Igrejas Orientais a expressão "Igreja autónoma (sui iuris)".
A expressão ritus latinus (genitivo: ritus latini) aparece uma só vez no atual Código de Direito Canónico, no cânon 1109. Enquanto as versões alemã, inglesa e portuguesa interpretam esta expressão como "do rito latino", equivalente a "da Igreja latina", as versões espanhola, francesa e italiana põem "de rito latino", equivalente talvez a "dum rito (litúrgico) latino".

## "Igreja Católica Romana"
Nos documentos oficiais da Igreja Católica, o termo "Igreja Católica Romana" (ou "Igreja Católica Apostólica Romana") não se emprega nunca para indicar unicamente a Igreja Latina, senão sempre a Igreja Católica inteira, como, por exemplo, na encíclica Divini illius Magistri, do Papa Pio XI, na encíclica Humani generis, do Papa Pio XII, e no discurso pronunciado pelo Papa João Paulo II na audiência geral do 26 de junho de 1985.

## Igrejas Católicas
A adjetivação «católica» (que significa universal) tanto é aplicada à Igreja latina ou ocidental quanto às Igrejas Católicas Orientais. São muito mais numerosos os fiéis que pertencem à primeira, mas são igualmente católicos os batizados em qualquer das Igrejas particulares sui iuris, de rito diferenciado, mas da mesma fé e comunhão com o Papa. Todas reconhecem como chefe o Bispo de Roma, o Sumo Pontífice da Igreja católica universal. 
Também o Código dos Cânones das Igrejas Orientais reconhece a autoridade imediato (não através de intermediários) do Bispo de Roma na Igreja inteira (cânon 43), embora normalmente este poder não seja muito utilizado para interferir nas decisões de Igrejas orientais, que são definidas pelo seu Patriarca ou Arcebispo Maior, em conjunto com o seu sínodo.